# Okręg kłajpedzki
Okręg kłajpedzki (lit. Klaipėdos apskritis) – jeden z dziesięciu okręgów Litwy, położony w zachodniej części kraju przy granicy z rosyjskim obwodem królewieckim i Łotwą nad Morzem Bałtyckim. Stolicą okręgu jest miasto Kłajpeda.
- Powierzchnia: 5209 km²
- Ludność: 337 286 osób
- Gęstość zaludnienia: 64,8 osób/km²

## Podział administracyjny
Okręg dzieli się na 7 rejonów:
- Kłajpeda (rejon miejski) (miasto Kłajpeda)
- Rejon neryński (miasto Nerynga)
- Połąga (rejon miejski) (miasto Połąga)
- Rejon kłajpedzki (stol. Kłajpeda)
- Rejon kretyngański (stol. Kretynga)
- Rejon szkudzki (stol. Szkudy)
- Rejon szyłokarczemski (stol. Szyłokarczma)

W okręgu znajduje się 1001 wsi i 9 miast.

## Miasta
W okręgu jest 9 miast, spośród których największe to:
1. Kłajpeda (Klaipėda)
2. Kretynga (Kretinga)
3. Szyłokarczma (Šilutė)
4. Połąga (Palanga)
5. Gorżdy (Gargždai)

## Narodowości
- Litwini - 324 798 (85,24%)
- Rosjanie - 44 082 (11,57%)
- Ukraińcy - 5024 (1,32%)
- Białorusini - 3882 (1,02%)
- Niemcy - 1000 (0,26%)
- Polacy - 975 (0,26%)
- Łotysze - 591 (0,16%)
- Żydzi - 364 (0,1%)
- Tatarzy - 259 (0,07%)
- Romowie - 60 (0,02%)